# Esko Mannermaa
Esko Mannermaa (21 de abril de 1916 – 23 de agosto de 1975) fue un actor teatral, cinematográfico y televisivo finlandés.

## Biografía
Su nombre completo era Esko Valto Mannermaa, y nació en Víborg, en la actualidad parte de Rusia.
Mannermaa inició su carrera actuando en teatros de Víborg y Tampere en los años 1930. En la década de 1950 pasó a trabajar al Kaupunginteatteri de Helsinki, dolnde permaneció hasta su muerte.
Como actor cinematográfico, Mannermaa actuó en 18 películas rodadas entre 1940 y 1971, y tuvo también una gran actividad televisiva y radiofónica. Su debut en el cine tuvo lugar en la comedia Herra johtajan "harha-askel" (1940), y entre sus actuaciones más destacadas figuran las de Kaunis Kaarina (1955), Kaasua, komisario Palmu! (1961) y Ihana seikkailu (1962). Su última cinta dirigida por Maunu Kurkvaara, fue Kujanjuoksu (1971), producción en la que encarnaba a Ranta.
Por su trayectoria artística, Mannermaa fue premiado en el año 1972 con la Medalla Pro Finlandia.
Esko Mannermaa falleció en Helsinki, Finlandia, en 1975, a los 59 años de edad. Entre 1941 y 1958 estuvo casado con Elina Vänttinen, y desde 1958 a 1975 con la actriz Hillevi Lagerstam.

## Filmografía (selección)
- 1940 : Herra johtajan 'harha-askel'
- 1943 : Salainen ase
- 1953 : Se alkoi sateessa
- 1958 : Autuas eversti
- 1971 : Kujanjuoksu